# Madeleine Brès
Madeleine Brès, nacida Magdeleine Alexandrine Gebelin  (25 de noviembre de 1842 – 30 de noviembre de 1921) (de apellido natal Gebelin) fue la primera mujer francesa en obtener el título de médico.

## Biografía
La propia Madeleine relata en la Crónica Médica del 1 de abril de 1895, cómo nació su vocación por la medicina: «Tenía apenas ocho años cuándo mi padre, dedicado a comerciar con su carreta -no es un una tarea fácil- me llevó al convento para el que trabajaba...». En el hospital de Nîmes, una monja le tomó afecto y le enseñó algunos procedimientos medicinales sencillos, como la preparación de infusiones y de cataplasmas.
Tenía doce años cuando la familia Gebelin se mudó a París, y solo quince y un mes cuando se casó con Adrien-Stéphane Brès, un conductor de tranvía. Gracias a los esfuerzos de Julie-Victoire Daubié, las titulaciones francesas estaban abiertas a las mujeres desde 1861. Primero tuvo que obtener el consentimiento de su marido, dado que por entonces la ley francesa establecía que las mujeres casadas dependían de la responsabilidad legal de sus maridos. En 1866, se presentó al Decano de la Facultad de Medicina en París, Charles Adolphe Wurtz, y le solicitó permiso para estudiar medicina. Wurtz aceptó, pero con la condición de que primero tenía que obtener un grado en Artes y Ciencias, requisito que cumplió en tres años. Se presentó de nuevo ante el Decano de la Facultad de Medicina de la Universidad de París, remarcándole que ahora nada se oponía a su ingreso en el curso médico, y que ya había tres mujeres extranjeras -la americana Mary Putnam, la rusa Catherine Gontcharoff y la inglesa Elizabeth Garrett Anderson- que estaban en posesión del grado equivalente en sus respectivos países. Finalmente obtuvo el derecho de estudiar el curso de medicina en la facultad.
La decisión del decano fue recibida con oposición por parte de la comunidad universitaria y médica. El doctor Henri Montanier escribió en 1868 en la Gaceta de Hospitales que «para hacer de una mujer un doctor, es necesario hacerle perder su sensibilidad, su timidez, su modestia, endureciéndola a la vista de las cosas más horribles y pavorosas. Cuando la mujer llegue a esto, me pregunto, ¿qué le quedará de mujer? Un ser que ya no será una chica joven ni una mujer; tampoco una esposa, ni una madre.»
A pesar de su aprobación personal, el Decano Würtz envió la solicitud al Ministro de Educación, Victor Duruy, quien aprobó la aceptación de Brès, no sin antes someterla preventivamente al Consejo de Ministros. La Emperatriz Eugenia de Montijo, haciendo valer la ley aprobada el 10 de marzo de 1803 proclamando la libertad del trabajo, defendió el derecho de Madeleine Brès a ser aceptada. Finalmente y tras la deliberación del Consejo de Ministros, fue aceptada para iniciar sus estudios de medicina. Brès por entonces tenía 26 años y era madre de tres niños; cuando el alcalde del distrito de Ve recibió el consentimiento de su marido y ella por fin pudo iniciar sus estudios de medicina en 1869 en el servicio del Profesor Broca en Hospital de Caridad.
Con la Guerra Franco-Prusiana se produjo la salida de un buen número de doctores que dejaron los hospitales para ir al frente. Brès fue nombrada a propuesta del profesor Broca como interna provisional hasta julio de 1871. Fortalecida por esta experiencia, decidió proseguir su carrera en el hospital y dejar los exámenes externos por los internos. Pese al apoyo  del profesor Broca, el director de la Asistencia Pública de Hospitales rechazó esta posibilidad el 21 de diciembre de 1871.
Finalmente, Madeleine Brès desistió de seguir buscando un trabajo de hospital. Viuda y madre en solitario de tres niños, decidió convertirse en pediatra. Preparó su tesis en el laboratorio del profesor Würtz, sobre el tema Del Pecho y la Lactancia, presentándola el 3 de junio de 1875. Recibió honores en su tesis y fue la primera mujer francesa Doctor en Medicina. Escribió esta tesis en la especialidad que deseaba acerca de la relación entre la madre y su criatura, así como la higiene de los niños pequeños. Técnicamente, no fue la primera mujer en obtener un doctorado de medicina en Francia: la inglesa Elizabeth Garrett Anderson lo había logrado cinco años antes.
Durante su carrera, trabajó como profesora de higiene y enseñó a las directoras de las guarderías de la ciudad de París. Encabezó la revista Higiene de la Mujer y el Niño, y fue autora de varios libros de cuidados infantiles. En una misión para el ministerio, viajó a Suiza para estudiar la organización y funcionamiento de las guarderías. El 28 de mayo de 1893, Théophile Roussel abrió la primera guardería de Francia junto a la carretera de Nollet, en el distrito de Batignolles.
Murió en la pobreza a la edad de 79 años.

## Trabajos y publicaciones
- Del Pecho y la Lactancia (De la mamelle et de l'allaitement) [Tesis para el doctorado de medicina, presentada y defendida el jueves 3 de junio de 1875]. El texto completo fue impreso por E. Martinet, 1875.
- Alimentación artificial y el biberón (L'Allaitement artificiel et le biberon), G. Masson (París), parte 8, p. 77. Et al. 1877, disponible en Gallica

## Reconocimientos
- Varias escuelas y guarderías (Montpellier) en Francia llevan su nombre.
- Un ala del centro del Hospital de Argenteuil (Val-d'Oise), abierta en 2013, está nombrada en su honor.[5]
- Una calle en el 13.º distrito de París también lo lleva.
- Una calle en Besançon (próxima a la clínica de Saint Vincent) lleva su nombre.

## Enlaces extarnos
- Trabajos de o acerca de Madeleine Brès en Internet Archive

- Datos: Q3275603
- Multimedia: Madeleine Brès / Q3275603